# Paludicoccus distichlium
Paludicoccus distichlium är en insektsart som först beskrevs av Kuwana 1902.  Paludicoccus distichlium ingår i släktet Paludicoccus och familjen ullsköldlöss. Inga underarter finns listade i Catalogue of Life.